# 水性均質炉

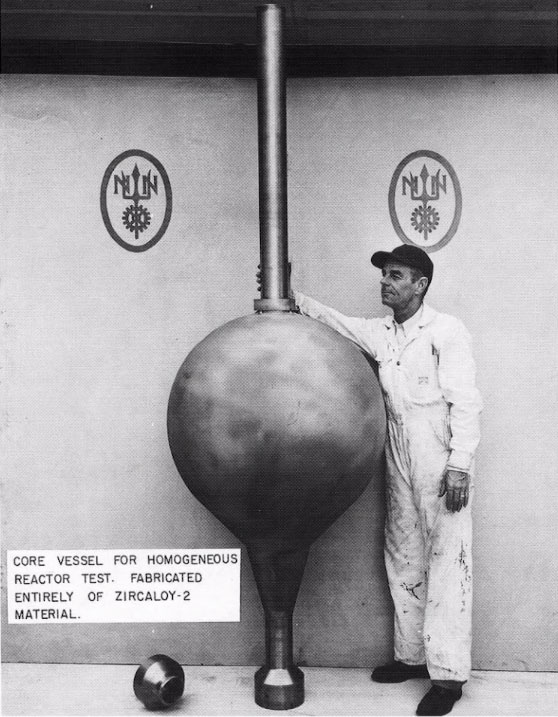
オークリッジ国立研究所の水性均質炉

水性均質炉(すいせいきんしつろ)とは、水に溶かした核分裂性物質の塩(通常硝酸ウラニルや硫酸ウラニル)を燃料とした原子炉である。核燃料が冷却材かつ減速材である水と均質に混ざっているため均質と名づけられている。水は重水でも軽水でもありうるが、純度が高くある必要がある。硫酸ウラニルを使った重水性均質炉は天然ウランによって臨界状態を達成することが出来るため、濃縮ウランは必要ない。軽水も水性均質炉でも1ポンド(454グラム)未満のプルトニウム239もしくはウラン233で運用することができる。
その自己制御性と、反応度の急増への対応能力は際立っており、非常に安全でありうる。カリフォルニアのサンタスザーナ野外実験所で、アトミックス・インターナショナルは、1940年に「運動エネルギー実験」"The Kinetic Energy Experiments"と呼ばれる一連の実験を行った。1940年代終わり頃ばね仕掛けの制御棒を数ミリ秒で原子炉から引き抜き、その出力は100Wから1MW程度になったが、何の問題も起きなかった。なお、日本原子力研究開発機構の燃料サイクル安全工学研究施設には、水性均質炉を使った過渡臨界実験装置TRACYがあり、大きな反応度を印加できるようになっている。
水性均質炉は中の水が沸騰しているように見えることからウォーターボイラー型原子炉と呼ばれることがあるが、実際はその泡は、放射線や、核分裂片による水の放射線分解で生じているものである。水性均質炉は、自己制御性が高く、高中性子束で管理が容易であることから、広く研究炉としてよく使われたが現在運用されているものは多くは無い。腐食性があるため、硫酸溶液を使った炉は、トリウムによるウラン233増殖炉に限られている。硝酸ベースの溶液(硝酸ウラニルなど)ではステンレス鋼に対して殆ど腐食性の問題は起きない。

## 歴史
均質炉の研究は第二次世界大戦末期に始まった。不均質炉の固体燃料要素が核分裂生成物(いわば、核反応の灰)を取り除くために酸に溶かして処理することに化学者たちは苦労した。化学技術者は固体燃料要素を破壊し処理する高価な処理を省ける液体燃料を使った原子炉を求めていた。しかしながら液体燃料で発生する気体の泡と硝酸ウラニルベースの溶液での腐食が設計と構成材料の課題となった。
エンリコ・フェルミは、ロスアラモス国立研究所に世界で3つめの原子炉となる世界初の均質液体燃料原子炉を構築することを提案し、その最初の炉はウラン235を濃縮した燃料を使うこととした。最終的に同じ概念に基づいた三つのバージョンが建設された。情報保護上の理由からこれらは「ウォーターボイラー」と呼ばれた。この名前は、高出力版のものでは水溶媒が高エネルギーの核分裂生成物によって放射線分解されて出来た水素と酸素の泡で燃料溶液が沸騰しているように見えたからである。
最初の炉は出力が実質的に0であったことからLOPO(Low Power)と呼ばれた。LOPOは単純な燃料構成の臨界量を決定することと、新しい炉の概念をテストするという意図されたとおりの目的に役立った。LOPOは1944年の5月に濃縮ウランを追加することで、炉が臨界に達し、エンリコ・フェルミは制御できたことを確信した。LOPOは次の5.5kW出力のウォーターボイラー炉を作るために解体された。HYPO(High Power)と名づけられたこのバージョンは前のもので使われた硫酸ウラニルに代わって硝酸ウラニル溶液を燃料として使った。この炉は1944年12月に運用可能になった。初期の原子爆弾を作るために使われた、中性子の測定はHYPO炉を使って行われた。1950年には、より高中性子束が必要になったため、35kW出力で運用できるように改造が行われた。この炉はSUPOと名づけられ、1974年に廃炉になるまでほぼ毎日使われた。
1952年に、フッ化ウラニルにした濃縮ウランを重水に溶かした二つの臨界実験が、エドワード・テラーの兵器の設計をサポートするためにロスアラモスで行われた。その実験が終わるときにはテラーは興味を失っていたが、その結果は、初期の原子炉の改良に適用された。一つは、溶液が直径25インチと30インチの反射体無しの円筒形のタンクに入れられていた。液面の高さはD/235UのD2O溶液の原子数比で小さいほうのタンクで1:230から1:490、大きいほうのタンクで1:856から1:2801で臨界に達するように調整されていた。もう一つの方の実験では、35インチの球形の格納箇所を持ち、下の貯液からポンプで重水が上げられるようになっていた。直径13.5インチから18.5インチの6つの溶液球、D/235U の原子数比で1:34 から 1:431で臨界に達した。これらの実験が終わると、機器は退役した。

## 均質炉実験

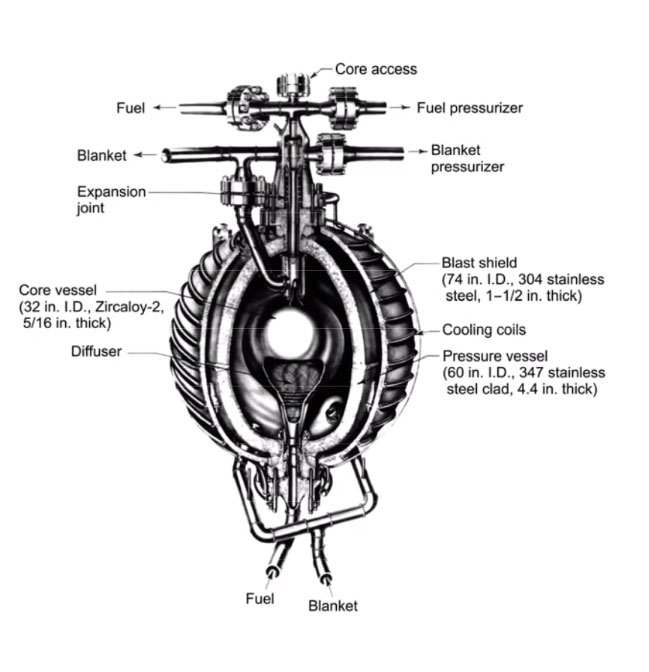
オークリッジ国立研究所における水性均質炉

オークリッジ国立研究所において、構築された最初の水性均質炉は1952年10月に臨界に達した。設計出力の1メガワットには1953年2月に到達した。原子炉からの高圧蒸気により小さなタービンを回すことにより150キロワットの電力を発電し、運用者は「オークリッジ電力会社」と名づけた。しかし、アメリカ原子力委員会は軽水炉の開発のみ行い、他の炉形は成功したものであっても開発を続けることはなかった。

## ARGUS炉
小型の水性均質炉であるARGUS炉を元にして、ソビエト連邦（所在地は現在のロシア連邦）のクルチャトフ研究所において、環境汚染が少なく経済的に成り立つ放射性同位体の生産手段が開発されている。この20kWの熱出力を持つ炉は、1981年より運用されており、効率および安全性の点で高い指数を記録している。この炉による、ストロンチウム89およびモリブデン99の生産法の採算性調査は途上である。ベルギーの国立放射性元素研究所の分析によると、ARGUS炉で生産されたモリブデン99のサンプルは、非常に放射化学的に純粋であることが特徴で、不純物の割合は許容範囲の上限の二桁から四桁ぐらい小さいという。放射性医薬品としてはモリブデン99や、ストロンチウム89は一般的である。前者は腫瘍学や循環器科学や泌尿器科学のある程度の数の疾患を診断するのに使われるテクネチウム99mの原料となる。毎年600万人がヨーロッパでこの放射性同位体による診断を受けている。

## テクネチウム99m生産
医療用同位体を直接燃料から抽出できることから、水性均質炉に対する関心が再び高まっている。バブコック・アンド・ウィルコックスは、水性均質炉をテクネチウム99m生産炉として提案している。

## 他の研究
水性均質炉を使って、水の放射線分解による水素製造とプロセス熱生産を同時に行う試みがアナーバーのミシガン大学で1975年に行われた。類似の小規模な研究はヨーロッパで続けられている。
アトミックス・インターナショナルは熱出力5Wから50kWの原子炉を研究、訓練および同位体生産炉として設計し、建築した。その一つのモデルである、L-54はいくつかのアメリカの大学や日本（JRR-1）を含む外国の研究機関に納入された。